# اعتدال (اسم)
اعْتِدَال هو اسم علم مؤنث من أصل عربي، ومعناه هو الاستقامة.